# 2554 Skiff
2554 Skiff (1980 OB) là một tiểu hành tinh vành đai chính được phát hiện ngày 17 tháng 7 năm 1980 bởi Edward Bowell ở Flagstaff (AM).